# Холостякова, Александра Ильинична
Александра Ильинична Холостякова — советский хозяйственный и государственный деятель, лауреат Государственной премии СССР за выдающиеся достижения в труде.

## Биография
Родилась в 1932 году на территории современной Брянской области. Член КПСС.
В 1956—1987 годах — штукатур, бригадир комсомольско-молодежной комплексной бригады четвёртого строительно-монтажного управления треста «Брянскгорпромстрой» Министерства промышленного строительства СССР.
Бригада Холостяковой принимала участие в строительстве здания цирка, Брянского областного краеведческого музея, Дома быта, БГУ имени И. Г. Петровского, Брянской городской больницы № 1, Центрального универмага города Брянска.
Делегат XXV съезда КПСС.
За большой личный вклад в повышение эффективности строительных работ была в составе коллектива удостоена Государственной премии СССР за выдающиеся достижения в труде 1983 года.
Почётный гражданин Брянска.
Умерла в 2010 году в Брянске.

## Награды
- Орден Трудовой Славы II степени
- Орден Трудовой Славы III степени